# Duck City
Duck City är en roman av Lena Andersson. Den gavs ut 2006 på Natur & Kultur. Duck City har översatts till finska, nederländska, norska, koreanska och kroatiska.

## Handling
Duck City handlar om några personer i det fiktiva landet Duck City. Majoriteten av befolkningen är överviktiga, och 90% har typ 2-diabetes. Därför har regeringen startat ett krig mot fetman. Alla som har mer än en viss procent kroppsfett skickas till bantningsläger. Men samtidigt som kriget mot ”den vita valen” rasar så fortsätter John von Andersson, i skydd av sin vänskap med presidenten, att producera friterade, sockerrika livsmedel, som serveras överallt, t.o.m. på sjukhusen. 
Kalle Anderson är brorson till John och anställd i dennes fabrik. Han har dessutom fått i uppdrag att spökskriva Johns memoarer. Kalle väger över 200 kg och har diabetes. Hans brorsöner, Kenny, Teddy och Freddy, är inkallade till krigstjänstgöring i ett okänt, avlägset ökenland. Kalle saknar brorsönerna och tröstäter. John och Kalle har utan att veta om det samma älskarinna, nämligen Kajsa Anderson. Hon är universitetslärare och även hon kraftigt överviktig. Hon vägrar banta och är en av de få som genomskådat korruptionen i landet. (Fetma bestraffas, men regeringen stödjer bara produktion av kaloririk mat.) Presidenten, överbefälhavare i kriget mot fetman, lägger varje dag ut en bild på sig själv, för att visa hur han går ner i vikt. Till slut har han bara en procent kroppsfett. 
I boken får man följa dessa personers framgångar och motgångar. Kalle och Kajsa blir bara fetare. John lyckas nå sin idealvikt och behålla den, medan presidenten bara blir smalare och smalare tills han till slut tynar bort.